# Discographie de Fred Hersch
Cette page décrit la discographie du pianiste de jazz américain Fred Hersch.

## En tant que leader
- 1991 : Evanessence: A Tribute to Bill Evans (Evidence)
- 1991 : Forward Motion, Fred Hersch Group (Chesky Records)
- 1994 : Fred Hersch at Maybeck (en) (Concord Jazz)
- 1995 : Point in Time (Enja Records)
- 1996 : Passion Flower-The Music Of Billy Strayhorn (Nonesuch
- 1996 : Fred Hersch Plays Rodgers & Hammerstein (Nonesuch)
- 1996 : I Never Told You - Fred Hersch Plays Johnny Mandel (Varèse Sarabande Jazz)
- 1998 : Thelonious (Fred Hersch Plays Monk) (Nonesuch)
- 2001 : Songs Without Words (Nonesuch) Prix du meilleur disque de l'année de l'Académie du jazz[1].
- 2003 : Soothing The Senses (Sensory Resources)
- 2005 : Leaves of Grass, Fred Hersch Ensemble (Palmetto Records)
- 2009 : Live at Jazz Standard, Fred Hersch pocket orchestra (Sunnyside Records)
- 2019 : Begin Again, avec le WDR Big Band, arrangé et dirigé par Vince Mendoza (Palmetto Records)
- 2022 : Breath by Breath, avec le Crosby Street String quartet, Drew Gress et Jochen Rueckert (Palmetto Records)

## En solo
- 1996 : Solo Piano at St.john's College in the Great Hall (hors label)
- 1999 : Fred Hersch at Jordan Hall: Let Yourself Go (Nonesuch)
- 2006 : In Amsterdam: Live at the Bimhus Live (Palmetto Records)
- 2009 : Fred Hersch Plays Jobim (Sunnyside Records)
- 2011 : Alone at the Vanguard (Palmetto Records)
- 2015 : Solo (Palmetto Records) Prix de l'Académie du jazz[2].
- 2017 : {Open Book} (Palmetto Records) Coup de cœur Jazz et Blues 2017 de l'Académie Charles-Cros[3].
- 2021 : Songs from Home (Palmetto Records)
- 2024 : Silent, Listening (ECM)

## En tant que coleader

### Avec ETC
Le groupe ETC est constitué de Steve LaSpina, Fred Hersch et Jeff Hirshfield.
- 1990 : ETC (Red Records)
- 1993 : ETC Plus One, avec Jerry Bergonzi (Red Records)

### Avec Thirteen Ways
Le groupe ETC est constitué de Fred Hersch, Michael Moore et Gerry Hemingway.
- 1997 : Thirteen Ways (GM Recordings)
- 1999 : Focus (Palmetto Records)

### AvecColors of Jazz
Le groupe Colors of Jazz est constitué de John Basile, Randy Brecker, David Finck, Fred Hersch, Wayne Krantz, Dave Ratajczak et Dick Oatts.
- 1991 : For Tropical Nights (Sony Masterworks)
- 1991 : For Sunday Morning (Sony Masterworks)
- 1991 : From Hollywood (Sony Masterworks)

### Autres formations
- 1987 : Fred Hersch, Charlie Haden et Joey Baron, Sarabande (Sunnyside)
- 1989 : Fred Hersch, Eddie Daniels, Kevin Eubanks, James Newton, Toots Thielemans, The French Collection (Jazz Impressions Of French Classics) (EMI)
- 1994 : Fred Hersch, James Newton, Toots Thielemans, Phil Woods, Erik Friedlander, Steve LaSpina et Jeff Hirshfied, Tchaikovsky, Rachmaninoff, Scriabin, Rimsky-Korsakoff, Gliere, Liadov, Mussorgsky (Angel Records)
- 1994 : Fred Hersch, Kevin Oldham, Lee Gannon, Chris DeBlasio, Calvin Hampton, Memento Bittersweet (Catalyst)
- 2000 : Fred Hersch, Norma Winstone, Kenny Wheeler et Paul Clarvis, 4 in Perspective (Village Life)
- 2013 : Benoît Delbecq et Fred Hersch Double Trio, Fun House (Songlines Recordings)

## En duo
- 1985 : As One (en), avec Jane Ira Bloom (JMT)
- 1989 : Short Stories, avec Janis Siegel (Atlantic)
- 1992 : Other Aspects, avec Matt Kendrick (Suitcase Music)
- 1995 : Slow Hot Wind, avec Janis Siegel (Varèse Sarabande)
- 1995 : Beautiful Love, avec Jay Clayton (Sunnyside)
- 1997 : The Duo Album (Classical Action) Avec Kenny Barron, Andy Bey, Gary Burton, Tommy Flanagan, Drew Gress, Jim Hall, Tom Harrell, Lee Konitz, Diana Krall, Joe Lovano, Tom Rainey, Janis Siegel.
- 1998 : Songs We Know, avec Bill Frisell (Nonesuch)
- 2003 : Songs & Lullabies, avec Norma Winstone (Sunnyside)
- 2008 : This We Know, avec Michael Moore (Palmetto Records)
- 2012 : Da Vinci, avec Nico Gori (Bee Jazz)
- 2013 : Free Flying (en), avec Julian Lage (Palmetto Records)
- 2013 : Only Many, avec Ralph Alessi (C.A.M. Jazz)
- 2018 : Live in Healdsburg, avec Anat Cohen (Anzic Records)
- 2022 : The Song is You, avec Enrico Rava (ECM)
- 2023 : Alive at the Village Vanguard (en), avec Esperanza Spalding (Palmetto) Une première version est publiée sous l'appellation « Rough Mix EP » en faveur de la Jazz Foundation of America.

## Fred Hersch Trio

### AvecMarc JohnsonetJoey Baron
- 1985 : Horizons (Concord Jazz)

### Avec Mike Formanek et Jeff Hirshfield
- 1990 : Heartsongs (Sunnyside)

### Avec Drew Gress etTom Rainey
- 1992 : Dancing in the Dark (Chesky Records)
- 1994 : Plays… (Chesky Records)
- 2018 : Fred Hersch Trio ’97 @ The Village Vanguard (Palmetto Records)

### Avec Drew Gress et Nasheet Waits
- 2002 : Live at the Village Vanguard (Palmetto Records)
- 2004 : +2 (Palmetto Records)
- 2006 : Night & the Music (Palmetto Records)

### Avec John Hebert et Eric McPherson
- 2010 : Whirl (Palmetto Records)
- 2012 : Alive at the Vanguard (Palmetto Records)
- 2014 : Floating (Palmetto Records)
- 2016 : Sunday Night at the Vanguard (en) (Palmetto Records)
- 2018 : Live in Europe (en) (Palmetto Records)

## En tant que compositeur
- 2007 : Concert Music 2001-2006 (Naxus) Album avec des œuvres composées par Hersch : Character Studies, 24 Variations on a Bach Chorale, Lyric Piece, Tango Bittersweet et Saloon Songs.
- 2008 : Gates to Everywhere, Emanuele Arciuli au piano (Stradivarius) Album avec les Children's Songs de Chick Corea ; le Nocturne For The Left Hand Alone (For Sophia), extrait des Character Studies de Fred Hersch ; les Romantic Notions de Carla Bley.
- 2019 : Mussorgsky: Pictures at an Exhibition / Hersch: Variations on a Theme by Tchaikovsky, interprété par Natasha Paremski (Steinway)

## En tant qu'accompagnateur

### AvecArt Farmer
- 1979 : Yama, Art Farmer et Joe Henderson (CTI Records)
- 1982 : Mirage, Art Farmer quintet (Soul note)
- 1982 : A Work of Art, Art Farmer quartet (Concord Jazz)
- 1982 : Jazz at the Smithsonian (Sony)
- 1983 : Warm Valley, Art Farmer quartet (Concord Jazz)
- 1985 : You Make Me Smile, Art Farmer quintet (Soul note)

### Avec Billy Harper Quintet
- 1979 : The Awakening (Marge)
- 1979 : In Europe (Soul note)

### AvecJane Ira Bloom
- 1982 : Mighty Lights (Enja Records)
- 1987 : Modern Drama (Columbia)
- 1988 : Slalom (Columbia)
- 1996 : The Nearness (Arabesque Jazz)
- 1999 : The Red Quartets (Arabesque Jazz)
- 2003 : Meets Jackson Pollock - Chasing Paint (Arabesque Jazz)

### AvecEddie Daniels
- 1985 : Breakthrough, Eddie Daniels avec l'Orchestre philharmonique de Londres, (GRP)
- 1987 : To Bird With Love (GRP)
- 1994 :  Collection (GRP)

### Avec Jon Metzger
- 1986 : Out of the Dark (V.S.O.P. Records)
- 1988 : Into the Light (V.S.O.P. Records)

### AvecToots Thielemans
- 1987 : Ne me quitte pas (Milan)
- 1988 : Only Trust Your Heart (Concord Jazz)
- 1994 : Concerto pour Harmonica (TCB Records) Toots Thielemans, Fred Hersch, le Big Band de Lausanne, l'Orchestre de chambre de Lausanne dirigé par Roby Seidel jouent le Concerto pour Harmonica composé par Christian Gavillet.
- 2004 : Live from New Orleans (Intertain, Leisure Jazz)

### Avec Judy Niemack
- 1990 : Long as You're Living (Free Lance)
- 1993 : Beauty and the Prince, Jeanfrançois Prins, Judy Niemack (amc)
- 2004 : Jazz Singer's Practice Session (GAM Records)

### Avec Michael Moore
- 1992 : Home Game, Michael Moore Quintet (Ramboy Recordings)
- 1994 : Chicoutimi (Ramboy Recordings)
- 1998 : Bering (Ramboy Recordings)

### Avec Roseanna Vitro
- 1993 : Softly (Concord Jazz)
- 1999 : The Time Of My Life (Sea Breeze Jazz)
- 2001 : Thoughts Of Bill Evans (A-Records)

### AvecDawn Upshaw
- 1996 : Dawn Upshaw Sings Rodgers & Hart (Nonesuch)
- 1999 : Dawn Upshaw - Sings Vernon Duke (Nonesuch)

### Autres collaborations
- 1979 : Sam Jones 12 Piece Band, Something New (Interplay Records)
- 1983 : Chris Connor, Live (Applause records)
- 1987 : Tony Dagradi, Sweet Remembrance (Gramavision)
- 1987 : Enrico Granafei, Enrico Granafei Quartet (Krien)
- 1987 : Jimmy McGary, Palindrome (Mopro)
- 1988 : Meredith D'Ambrosio, The Cove (Sunnyside)
- 1988 : Lee Konitz, Round & Round (Musicmasters)
- 1989 : Michael Bocian, Go Groove (GM Recordings)
- 1990 : Johnny Mathis, In a Sentimental Mood: Mathis Sings Ellington (Columbia)
- 1991 : Jeri Brown, Mirage (Justin Time)
- 1992 : Jack Jones, The Gershwin Album (Columbia)
- 1992 : Harumi Kaneko, Try to Remember (Philips)
- 1993 : Matt Kendrick Unit, Composite (CD, Album)
- 1993 : Garrison Fewell, A Blue Deeper Than The Blue (Accurate Records)
- 1994 : Mary Cleere Haran, This Heart of Mine: Classic Movie Songs of the Forties (Varèse Sarabande)
- 1994 : Leny Andrade, Maiden Voyage (Chesky Records)
- 1994 : Byron Olson, Sketches of Coltrane (Angel Records)
- 1995 : Royce Campbell, Royce Campbell with Strings (Chase Music Group)
- 1995 : Paul Sundfor, Nascency (Nine Winds Records)
- 1995 : Dick Sisto, American Love Song (Jazzen Records)
- 1996 : Rich Perry Quartet, What Is This? (SteepleChase)
- 1996 : Bonnie Lowdermilk, This Heart of Mine (AxolOtl Jazz)
- 1996 : Michael Callen, Legacy (Significant Other Records)
- 1997 : Dominique Eade, When the Wind Was Cool (RCA Victor)
- 1997 : Gary Burton & Friends, Departure (Concord Jazz)
- 1998 : Kelley Johnson, Make Someone Happy (Pipe DreamChartmaker)
- 1998 : Steve LaSpina Quintet, Distant Dream (Steeplechase)
- 1999 : Barbara Sfraga, Oh, What a Thrill (Naxos Jazz)
- 1999 : Janis Siegel, The Tender Trap (Monarch Records)
- 2000 : Karen Oberlin, My Standards (Miranda Music)
- 2000 : Mary Pearson, You and I (Arkadia Jazz)
- 2003 : Luciana Souza, North And South (Sunnyside)
- 2003 : Harvey Mason, With All My Heart (Videoarts Music)
- 2003 : Andrew Sterman, Blue Canvas with Spiral (Breath River Publishing, Inc.)
- 2005 : Renée Fleming,  Haunted Heart (Decca)
- 2005 : Kate McGarry, Mercy Streets (Palmetto Records)
- 2006 : Audra McDonald, Build a Bridge (Palmetto Records)
- 2006 : Nancy King, Live at Jazz Standard (MAXJAZZ)
- 2006 : Heather Bambrick, Those Were the Days
- 2007 : Margaret Slovak Quartet, For the Moment (Slovak Music)
- 2009 : The Manhattan Transfer, The Chick Corea Songbook (4Q)
- 2009 : Alexis Cole, Someday My Prince Will Come (Venus Records)
- 2012 : Susanna Stivali, Piani DiVersi (Zone Di Musica)
- 2013 : 3 Cohens, Tightrope (Anzic Records)
- 2014 : Jill Sobule, Dottie's Charms (Pinko Records)
- 2014 : Amy London, Bridges (FiveCut Records)
- 2016 : Scott Morgan, Songs of Life (Miranda Music)
- 2018 : Kate Reid, The Heart Already Knows
- 2018 : Lorraine Feather, Math Camp (Relarion Inc.)
- 2019 : Adrian Cunningham, Adrian Cunningham & His Friends Play Lerner & Loewe (Arbors Records)
- 2020 : Will Vinson, Four Forty One (Whirlwind Recordings)
- 2020 : Brian Landrus, For Now (BlueLand Records)
- 2022 : John Hébert, Sounds Of Love (Sunnyside)

## Vidéo
- 2014 : My Coma Dreams, Fred Hersch, Michael Winther, Fred Hersch Ensemble (Palmetto Records)

## Compilations
- 2006 : Personal Favorites (Chesky Records)
- 2019 : The Fred Hersch Trio : 10 years/6 discs (Palmetto Records) Coffret qui regroupe plusieurs albums du trio formé avec John Hebert et Eric McPherson : Whirl (2010), Alive at the Vanguard (2012), Floating (2014), Sunday Night at the Vanguard (en) (2016) et Live in Europe (2018).